# سان‌تراست بانک

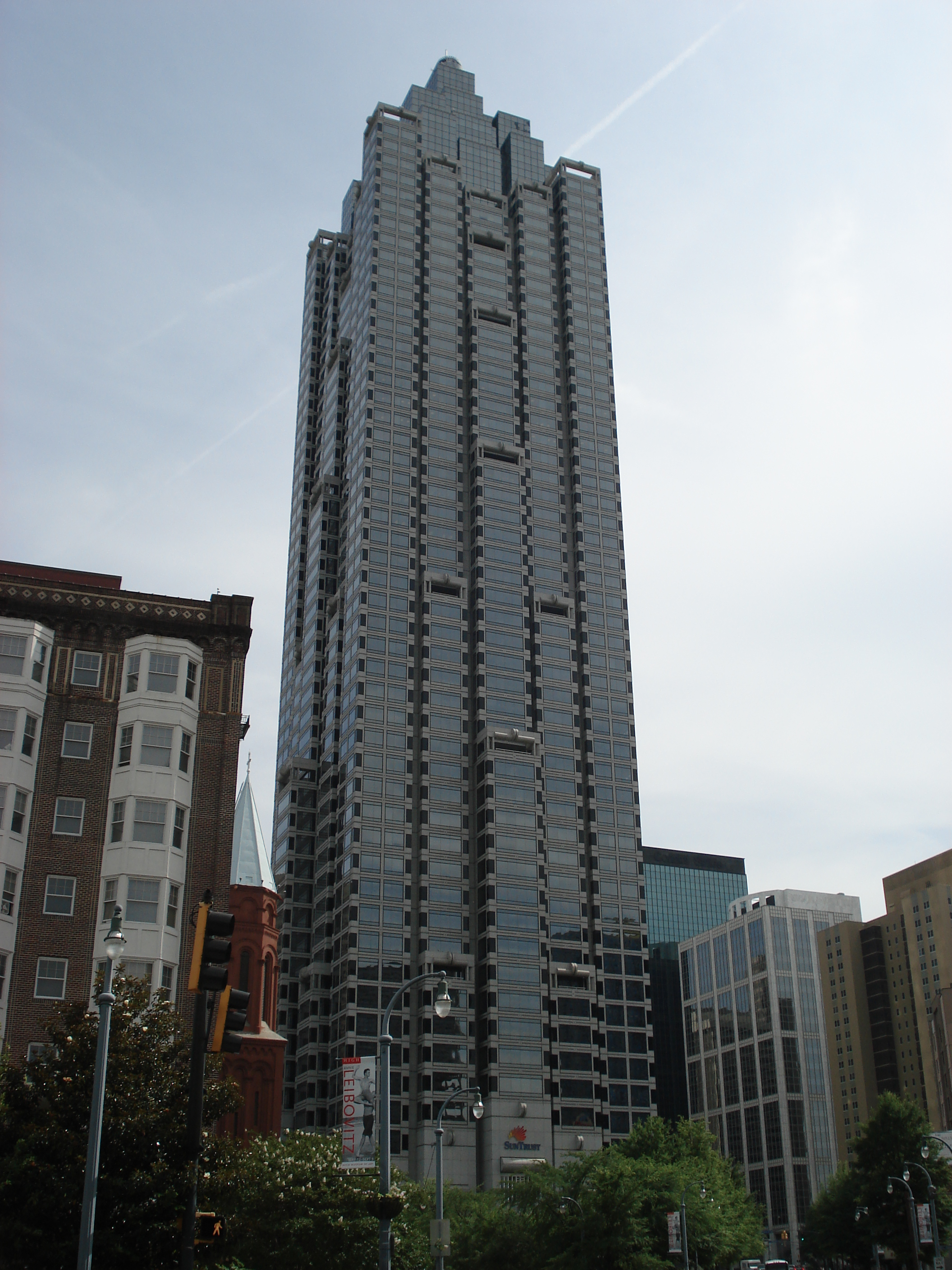
سان‌تراست پلازا، ساختمان مرکزی سان‌تراست بانک

سان‌تراست بانک (به انگلیسی: SunTrust Bank) شرکت خدمات مالی و بانکداری آمریکایی است، که در زمینه ارائه خدمات بانکداری خرد، بانکداری شرکتی، بانکداری سرمایه‌گذاری، مدیریت سرمایه‌گذاری و وام مسکن فعالیت می‌نماید.
بانک سان‌تراست در سال ۱۸۱۱ تاسیس شد و در حال حاضر دارای ۱٫۶۵۹ شعبه بانک و ۲٫۸۹۹ دستگاه خودپرداز در ایالات متحده می‌باشد و ایالت‌های شرقی و جنوب‌شرق را تحت پوشش خدمات خود قرار می‌دهد.
شعبه مرکزی این بانک در ساختمان سان‌تراست پلازا، در شهر آتلانتا، جورجیا قرار دارد و بخشی از سهام آن در بازار بورس نیویورک معامله می‌شود، همچنین جزئی از شاخص اس اند پی ۵۰۰ به‌شمار می‌آید.